# Mvoung
Mvoung je rijeka u Gabonu, desna pritoka rijeke Ivindo.